# Mylène Nys
Mylène Nys (Kinshasa, 10 april 1958 - La Meije, Pelvouxmassief, 23 augustus 1999) was een Belgisch politica voor Ecolo.

## Levensloop
Van opleiding juriste, werd Mylène Nys beroepshalve onderzoekster aan de Université libre de Bruxelles.
Voor Ecolo werd ze in 1989 verkozen tot OCMW-raadslid van Elsene, wat ze bleef tot aan haar dood. Ook werd ze secretaris van de Ecolo-afdeling van het Brussels Hoofdstedelijk Gewest en coördinatrice van de OCMW-verkozenen van Ecolo in het Brussels Hoofdstedelijk Gewest. Tevens was ze van 20 april tot 5 mei 1999 lid van de Kamer van volksvertegenwoordigers ter vervanging van Vincent Decroly.
Mylène Nys kwam in augustus 1999, samen met haar partner, om het leven door een ongeval tijdens het uitoefenen van alpinisme.

- Bibliothèque nationale de France: cb14567004w (data)
- International Standard Name Identifier: 0000 0000 3519 8652
- Library of Congress Control Number: n2006071804
- Nederlandse Thesaurus van Auteursnamen: 251871193
- Système universitaire de documentation: 07044451X
- Virtual International Authority File: 22384691
- WorldCat: E39PBJvH7QxKdC3w73yqd8G8md